# 4 Ursae Majoris b
4 Ursae Majoris b (en abrégé 4 UMa b) est une planète extrasolaire (exoplanète) confirmée, en orbite autour de l'étoile 4 Ursae Majoris, une géante (classe de luminosité III) orange (type spectral K) située à une distance d'environ 77,4 parsecs du Soleil, dans la constellation de la Grande Ourse, à environ 08h 40m 12,8s d'ascension droite et +64° 19′ 40,6″ de déclinaison.

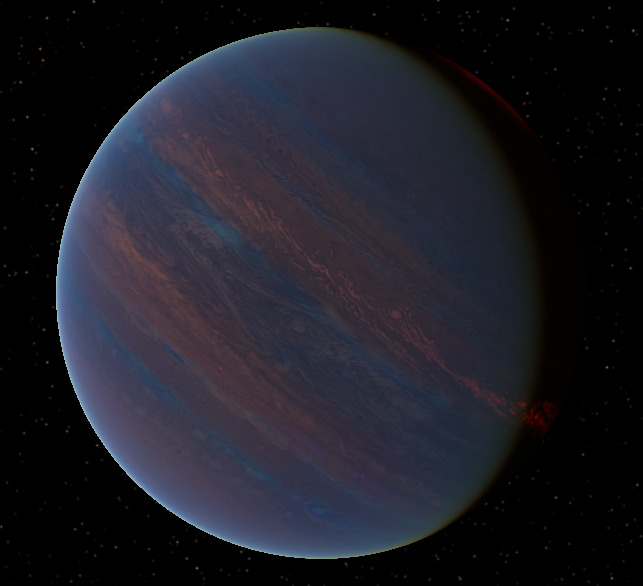
Exoplanète orbitant autour de 4 UMa b.

Détectée par la méthode des vitesses radiales, sa découverte a été annoncée en 2007.